# Lackeen Castle
Lackeen Castle (irisch Caisleán Leacaoin) ist die Ruine eines Tower House innerhalb einer Einfriedung in der Gemeinde Abbeville in der Nähe von Lorrha im irischen County Tipperary. Die ursprüngliche Festung der O’Kennedys aus dem 12. Jahrhundert wurde im 16. Jahrhundert erneuert, ist heute in staatlichem Besitz und gilt als National Monument. Gelegentlich ist es öffentlich zugänglich. In der Nähe steht Lackeen House, ein Landhaus aus den 1730er-Jahren.

## Messbuch von Lorrha

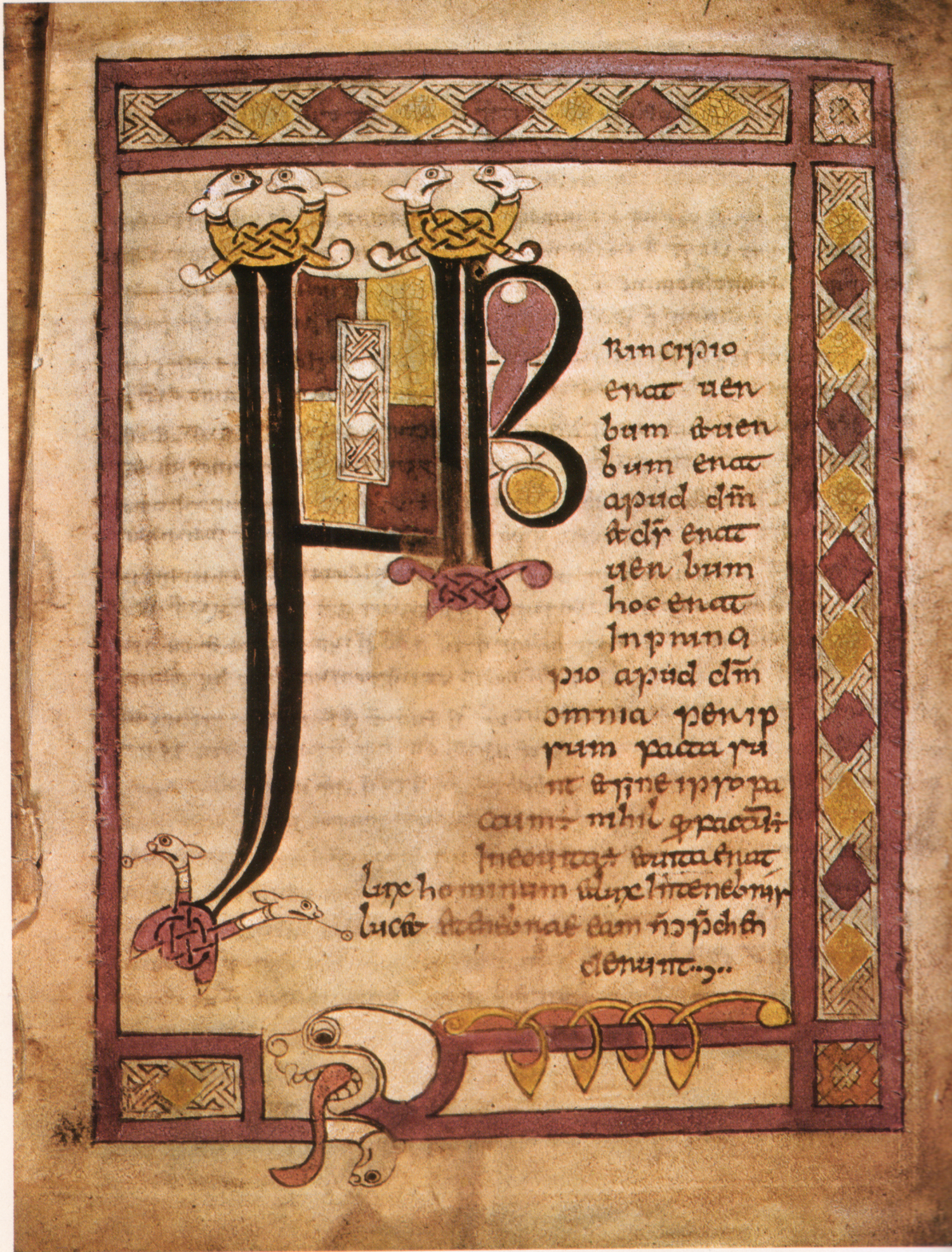
Erste Seite des Messbuches von Lorrha

In Lackeen Castle wurde das Messbuch von Lorrha, eigentlich eher ein Sakramentar als Messbuch, gefunden. Es handelt sich dabei um eine irische Bilderhandschrift, die, hauptsächlich in Latein mit einigen gälischen Passagen Ende des 8. oder Anfang des 9. Jahrhunderts, vermutlich nach 792, verfasst wurde. Mitte des 11. Jahrhunderts wurde sie mit Bemerkungen versehen und einige Seiten im Kloster Lorrha neu geschrieben. Sie wird auch „Stowe“-Messbuch genannt, weil sie einst zur Sammlung der Stowe-Manuskripte zählte, die George Nugent-Temple-Grenville, 1. Marquess of Buckingham, im Stowe House bildete. Nachdem der Staat die Sammlung 1883 kaufte, wurde sie und andere irische Manuskripte der Royal Irish Academy in Dublin übergeben, wo sie sich heute noch unter der Katalognummer „MS D II 3“ befinden. Das Cumdach oder Reliquiar, das bis dahin zusammen mit dem Folianten erhalten geblieben war, wurde später zusammen mit den anderen Antiquitätensammlungen der Akademie unter der Nummer „1883, 614a“ an das irische Nationalmuseum überstellt. Früher meinte man, dass das Manuskript zusammen mit dem Reliquienschrein Irland nach etwa 1375 verlassen hätte, da sie im 18. Jahrhundert auf dem europäischen Festland gesammelt wurden. Dies hat sich aber als falsch erwiesen, da sie im 18. Jahrhundert auf Lackeen Castle gefunden wurden.